# 生ける屍の死
『生ける屍の死』（いけるしかばねのし）は、山口雅也の長編推理小説。1989年10月、東京創元社の書き下ろし推理小説シリーズ『鮎川哲也と十三の謎』の11巻目として刊行された。山口雅也のデビュー作である。
1989年このミステリーがすごい!第8位。1998年の同ランキングの10年間の作品から選ぶベスト・オブ・ベストで1位、2008年の20年間の作品から選ぶベスト・オブ・ベストで2位、2018年の30年間の作品から選ぶキング・オブ・キングスで1位となった。2018年には著者による全面改稿版が出版された。

## あらすじ
1900年代末、アメリカ各地で死者が蘇るという奇怪な現象が続発する。ニューイングランドの田舎町・トゥームズヴィル。バーリイコーン一族はここで州内随一のスマイル霊園を経営していた。最近屋敷に滞在するようになった一族のパンク青年・グリン。グリンは一族のお茶会の日、誤って毒を口にして自室でひっそりと死んでしまうが、御多分に洩れず蘇る。グリンは自分が遺産相続をめぐる計画殺人の煽りを食ったのではないかと考え、死者であることを周囲に隠しつつ、自分の死の真相を突き止めることを決意する。しかし事態はさらに進展する。当主スマイリーの通夜の夜、跡を取った長男のジョンが葬儀堂の遺体安置室内において刺殺体で発見されたのだ。さらにスマイル霊園には、夜な夜な行動する謎の殺戮者の存在が。生と死の境界があいまいになった世界で、グリンは一連の事件の真相を突き止めることが出来るのか。リミットは自分の肉体が腐りきってしまうまで。

## 登場人物
スマイリー・バーリイコーン
スマイル霊園の支配人。病に伏しており死期が近い。
モニカ
スマイリーの後妻。体が不自由で車椅子での生活。
ジョン
スマイリーの長男（前妻ローラの子）。スマイル霊園の跡取り。
ウィリアム
スマイリーの次男（前妻ローラの子）。葬儀演出家。演劇方面への夢を捨てきれない。
ヘレン
ウィリアムの妻。自分に自信がなく卑屈な性格。
ジェイムズ
スマイリーの息子（モニカの子）。双生児。エンバーミングの名手。
ジェイスン
スマイリーの息子（モニカの子）。双生児。故人。
フランシス（グリン）
スマイリーの孫。三男スティーヴンの子。物語の主人公。生ける屍として事件を追う。
ジェシカ
スマイリーの長女（前妻ローラの子）。スマイル霊園と取り引きのある不動産屋に嫁ぐ。
イザベラ・シムカス
ジョンの愛人。ウィリアムと不倫関係にある。
サーガ（チェシャ）
イザベラの娘。グリンの恋人。
ヴィンセント・ハース
スマイル霊園顧問。死学博士。グリンの捜査に協力する。
リチャード・トレイシー
マーブルタウン署警部。奇怪な事件の捜査に神経を参らせる。